# Ilka Parchmann
Ilka Parchmann (* 1969) ist eine deutsche Chemiedidaktikerin und Hochschullehrerin. Sie ist Professorin für Didaktik der Chemie an der Christian-Albrechts-Universität zu Kiel (CAU) und am Leibniz-Institut für die Pädagogik der Naturwissenschaften und Mathematik (IPN). In ihrer Forschung beschäftigt sie sich unter anderem mit der Entwicklung und Implementation innovativer Unterrichtskonzepte, unterrichtsergänzendes und außerschulisches Lernen. Zudem forscht sie zur Konzeptionen und Untersuchungen zum Übergang Schule–Studium sowie zur Lehrkräftebildung.

## Leben und Wirken
Von 1988 bis 1993 studierte Ilka Parchmann die Fächer Chemie und Biologie für das Lehramt an Gymnasien an der Carl von Ossietzky Universität Oldenburg und schloss ihr Studium mit dem Ersten Staatsexamen ab. Im Februar 1994 begann sie ihre Dissertation über den Treibhauseffekt („Themen der globalen Herausforderung im Chemieunterricht“)  bei Walter Jansen im Fachbereich Didaktik der Chemie und promovierte im März 1997 mit Auszeichnung. Ihr Zweites Staatsexamen für das Lehramt an Gymnasien in den Fächern Chemie und Biologie legte sie 1999 am Studienseminar Wilhelmshaven ab. Nach Abschluss des Habilitationsverfahrens in Didaktik der Chemie an der Christian-Albrechts-Universität zu Kiel folgte 2002 der Ruf auf eine Professur an die FU Berlin, den sie ablehnte.
Im Jahr 2002 erfolgte der Ruf, auf eine Professur für Didaktik der Chemie am IPN – Leibniz-Institut für die Pädagogik der Naturwissenschaften und Mathematik und an der Christian-Albrechts-Universität zu Kiel (CAU), den sie annahm. Dort war sie für zwei Jahre C3-Professorin bis 2004. Anschließend war sie von 2004 bis 2009 W3-Professorin für Didaktik der Chemie an der Universität Oldenburg. Im Oktober 2009 kehrt Parchmann wieder zurück an die CAU und das IPN und ist dort seitdem W3-Professorin für Didaktik der Chemie. Von 2014 bis 2020 war sie Vize-Präsidentin der CAU. In dieser Zeit unterstützte sie 2016 die Gründung des Instituts für Inklusive Bildung durch Jan Wulf-Schnabel, das schließlich durch Staatssekretär Karl-Rudolf Fischer als angegliederte wissenschaftliche Einrichtung der Christian-Albrechts-Universität zu Kiel anerkannt wurde.
Seit 1995 schreibt sie für die Fachzeitschrift Chemkon, deren Chefredakteurin sie bis 2017 war.
Von 2011 bis 2015 war Parchmann die Vorstandssprecherin des Vorstands der Gesellschaft für Didaktik der Chemie und Physik (GDCP).
Sie war in den Jahren 2011 bis 2015 Gastprofessorin am Department of Science and Mathematics Education der Universität Umeå. In den Jahren zwischen 2014 und 2018 führte die Chemiedidaktikerin gemeinsam mit ihrem Forschungsteam am IPN ein vom Schwedischen Forschungsrat gefördertes Forschungsprojekt an der schwedischen Universität durch. Ziel des Projekts war es, unterrichtsbezogene sowie strukturelle Unterschiede zwischen beiden Schulsystemen zu vergleichen. Hierfür wurden Schülerinnen und Schüler der Klassenstufen 5 bis 11 in beiden Ländern hinsichtlich ihrer kognitiven, metakognitiven und motivationalen Entwicklung untersucht. Auf die Initiative von Ilka Parchmann ist auch die BildungsHanse entstanden, ein Projekt das zwischen nordischen Hochschulen angesiedelt ist. Dieses Verbundvorhaben trägt dazu bei, ein Verständnis für Gemeinsamkeiten und Unterschiede verschiedener Bildungssysteme sowie in der Ausbildung von Lehrkräften in verschiedenen Ländern herauszuarbeiten.
Seit 2016 ist sie zusammen mit Olaf Köller Sprecherin des Kiel Science Outreach Campus (KiSOC), mit dessen Hilfe die Zusammenarbeit von universitärer und außeruniversitärer Forschung gefördert werden soll. Der KiSOC ist eines von sieben im Jahr 2016 neu genehmigten Leibniz-WissenschaftsCampi in Deutschland. Sie ermöglichen Leibniz-Einrichtungen und Hochschulen eine thematisch fokussierte Zusammenarbeit im Sinne einer gleichberechtigten, komplementären, regionalen Partnerschaft.

## Ehrungen
- 1996 erhielt Parchmann den Manfred und Wolfgang Flad-Preis der Fachgruppe Chemieunterricht der Gesellschaft Deutscher Chemiker.[14]
- 2011 wurde Parchmann für ihr Unterrichtskonzept Chemie im Kontext mit dem Hauptpreis des Polytechnik-Preises der Stiftung Polytechnische Gesellschaft ausgezeichnet.[15]
- 2018 erhielt Ilka Parchmann die Ehrendoktorwürde der Fakultät für Naturwissenschaften und Technik der Universität Umeå in Schweden. Die Universität Umeå würdigt damit Ilka Parchmanns Engagement für die Didaktik der Chemie und ihr Bemühen um deren internationale Vernetzung. Die Laudatio bei der Verleihung der Ehrendoktorwürde hob des Weiteren hervor, dass sich Parchmann nicht nur um das Department of Science and Mathematics Education, sondern auch um die Fakultät für Naturwissenschaften und Technik sowie die Pädagogische Hochschule Umeå verdient gemacht hat.[11][12]

- 2022 wurde Parchmann in die Deutsche Akademie der Technikwissenschaften (acatech) gewählt.[16]
- Für 2025 wurde Parchmann der Heinz-Schmidkunz-Preis der Gesellschaft Deutscher Chemiker zugesprochen.[17]

## Publikationen (Auswahl)
- mit Johanna T. Krüger, Tim N. Höffler, Martin Wahl, Katrin Knickmeier: Two comparative studies of computer simulations and experiments as learning tools in school and out-of-school education. In: Instructional Science. Band 50, Nr. 2, 1. April 2022, ISSN 1573-1952, S. 169–197, doi:10.1007/s11251-021-09566-1.
- mit Hannah Sevian, Yehudit Judy Dori: How does STEM context-based learning work: what we know and what we still do not know. In: International Journal of Science Education. Band 40, Nr. 10, 3. Juli 2018, ISSN 0950-0693, S. 1095–1107, doi:10.1080/09500693.2018.1470346.
- mit Reinders Duit, Harald Gropengießer, Ulrich Kattmann, Michael Komorek: The Model of Educational Reconstruction – a Framework for Improving Teaching and Learning Science1. In: Science Education Research and Practice in Europe: Retrosspective and Prospecctive. SensePublishers, Rotterdam 2012, ISBN 978-94-6091-900-8, S. 13–37, doi:10.1007/978-94-6091-900-8_2., S. 13–37, doi:10.1007/978-94-6091-900-8_2  .
- mit Cornelia Gräsel, Anja Baer, Peter Nentwig, Reinhard Demuth, Bernd Ralle the ChiK Project Group: “Chemie im Kontext”: A symbiotic implementation of a context‐based teaching and learning approach. In: International Journal of Science Education. Band 28, Nr. 9, 14. Juli 2006, ISSN 0950-0693, S. 1041–1062, doi:10.1080/09500690600702512.
- mit Cornelia Gräsel: Implementationsforschung - oder: der steinige Weg, Unterricht zu verändern. In: Unterrichtswissenschaft. Band 32, Nr. 3, 2004, ISSN 0340-4099, S. 196–214, doi:10.25656/01:5813.

## Webauftritte
- Digitale Medien in den MINT-Fächern
- Gute Lehre ohne Anwesenheitspflicht? Thementag an der Kieler Universität am 14. April 2016
- Wissenschaft goes Sophienhof (15.4. bis 18.4. 2015) - #CAU350